# Gobierno Civil de Pontevedra
El Gobierno Civil de Pontevedra, actualmente Subdelegación del Gobierno de Pontevedra, es un edificio oficial situado en la ciudad española de Pontevedra. Funciona desde su construcción como sede de la Delegación del Gobierno en representación del Estado español en la provincia de Pontevedra.

## Ubicación
El edificio está situado en el centro del poder político de la ciudad, en la Plaza de España, enfrente a la esquina noroeste de la Alameda de Pontevedra y a los Jardines del Doctor Marescot, muy cerca de otros edificios institucionales como la Casa consistorial de Pontevedra, el edificio del Instituto de Enseñanza Secundaria Valle-Inclán, el antiguo cuartel de San Fernando y el Palacio de la Diputación de Pontevedra.

## Historia
En 1833, el gobierno español nombró como primera autoridad provincial un representante del Estado en cada una de las capitales de las provincias españolas y en Pontevedra, su sede fue hasta 1891 el convento de San Francisco. Hasta 1997, la denominación de este representante estatal fue la de Gobernador civil, momento en el que pasó a denominarse Subdelegado del Gobierno. Un cargo político tan importante requería un edificio acorde con la naturaleza de la institución que representaba. Por ello, a partir de 1939, la Dirección General de Arquitectura del Estado Español puso en marcha un plan para que las sedes de los llamados gobiernos civiles que albergaban al gobernador civil en cada provincia tuvieran el decoro y la dignidad que requería esta institución.
En Galicia, el edificio del gobierno civil de Pontevedra, obra del arquitecto Enrique López-Izquierdo Blanco, fue el último de las cuatro provincias gallegas en construirse entre 1950 y 1958. Siguiendo las premisas del Estado español, el Ayuntamiento de Pontevedra cedió un solar rectangular aislado en la plaza no comercial más digna de la ciudad (la Plaza de España), donde debían coexistir en un mismo espacio las sedes de las autoridades municipales (Casa consistorial de Pontevedra) y provinciales (Palacio de la Diputación de Pontevedra).
En 1945, el arquitecto P. Durán presentó un primer proyecto en el que la fachada principal del Gobierno Civil daba a la Plaza de España, que fue rechazado por las autoridades municipales. El arquitecto Enrique López-Izquierdo corrigió este error en su proyecto de 1950 colocando el edificio de cara a la Alameda de Pontevedra y no de lado, lo que hizo que el proyecto fuera aceptado y llevado a cabo. El edificio fue inaugurado en 1958.
El 5 de diciembre de 1996 se retiró de la fachada del edificio el escudo de piedra del régimen franquista y se colocó en su lugar el escudo constitucional.

## Descripción
El edificio es un ejemplo de arquitectura institucional española de mediados del siglo XX.
El edificio del Gobierno Civil de Pontevedra tiene tres funciones principales: institucional (representada por la escalera principal y la sala de reuniones y recepción), administrativa (despachos del Secretario General y otras oficinas) y residencial, con alojamiento para el Gobernador Civil y el Secretario General, así como alojamiento para el personal subordinado. Esta diversidad de usos implica la existencia de varias entradas: una entrada principal en la fachada sur y tres entradas secundarias en las otras tres fachadas para acceder a las oficinas administrativas y policiales y a los alojamientos. También hay una entrada para vehículos en el centro de la fachada norte, frente a la fachada principal.
El uso de la simetría es total en la planta del edificio en forma de U. En el interior, en la planta baja, hay una entrada principal desde la que una gran escalera monumental conduce a los espacios más representativos del poder político provincial en la primera planta, conocida como planta noble: las habitaciones y despachos del gobernador civil y del secretario general. También hay escaleras secundarias dispuestas simétricamente. La escalera principal está dotada de iluminación por medio de un patio interior. En la planta baja se encuentran las oficinas y dependencias de las  fuerzas de seguridad del Estado. También hay una planta semisótano para otras instalaciones menos importantes. En la segunda planta del edificio hay una combinación de zonas administrativas y residenciales. La estructura del edificio es de hormigón armado, y las líneas de los pilares son claramente reconocibles en los suelos del edificio.
En el exterior, la fachada es de sillería para subrayar la severidad de la función del edificio. Las fachadas son de hormigón, revestidas de sillar con almohadillado y con ménsulas en la planta baja. Las balaustradas, ménsulas y cornisas son también de piedra. La fachada principal tiene una entrada monumental con un pórtico de columnas gemelas independientes de orden dórico rematado por la balaustrada de una terraza destinada a las autoridades, delimitada por una galería de arcos con ventanas semicirculares. Este cuerpo central sirve de enlace con la entrada principal del edificio. Las banderas de Galicia, España y la Unión Europea ondean sobre esta terraza, enmarcada por los volúmenes en forma de torre de las plantas primera y segunda. En los laterales de la primera planta hay balcones en ángulo.
En la fachada trasera está la puerta del garaje con dos ojos de buey a cada lado. En el lado este de la segunda planta hay otro ojo de buey entre las dos últimas ventanas.

## Galería de imágenes

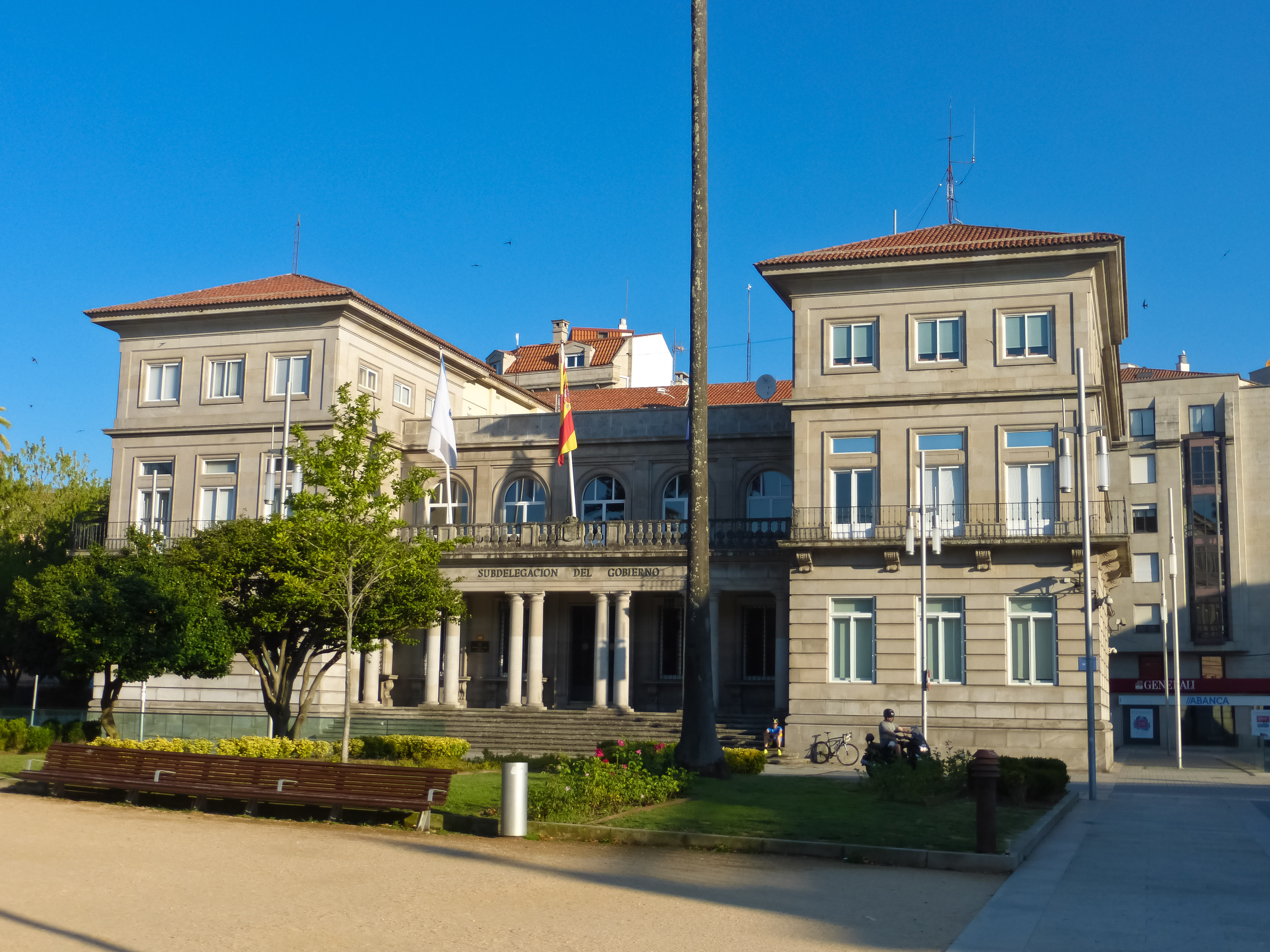
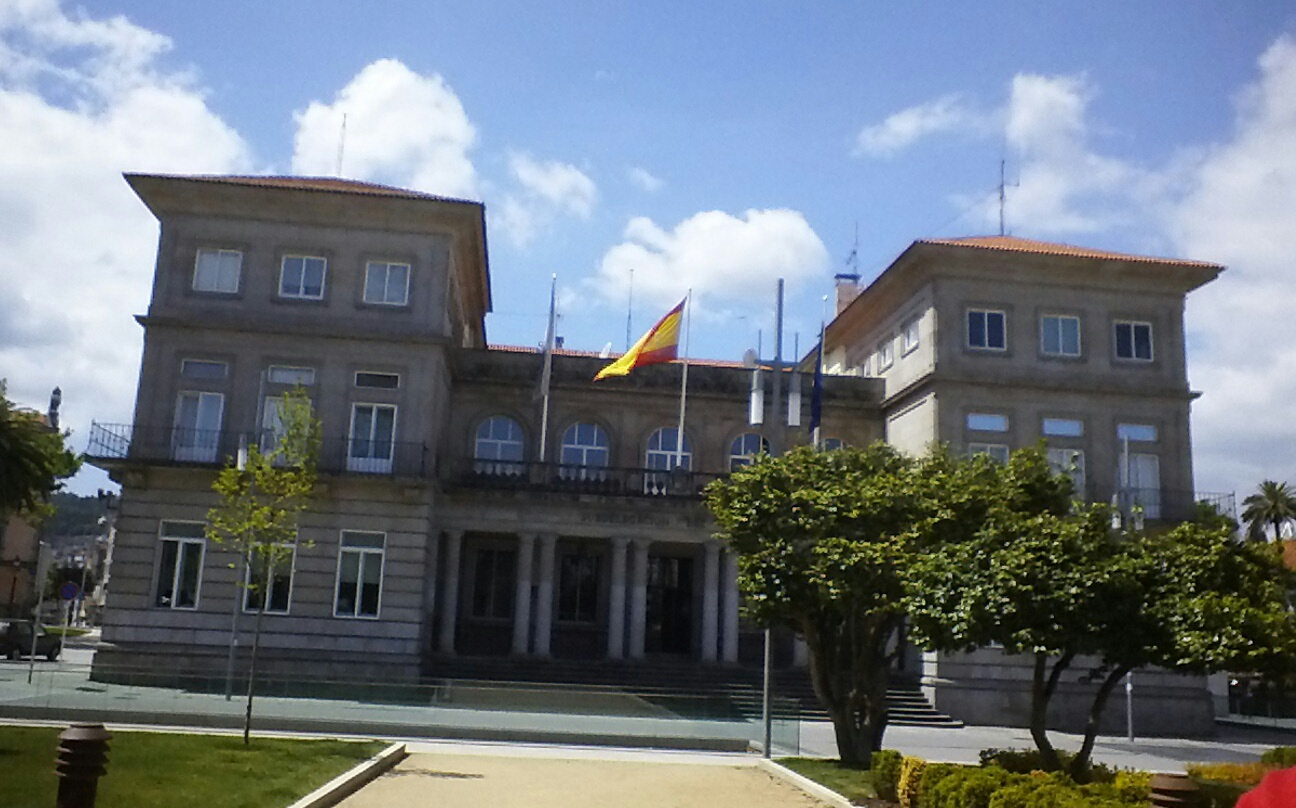
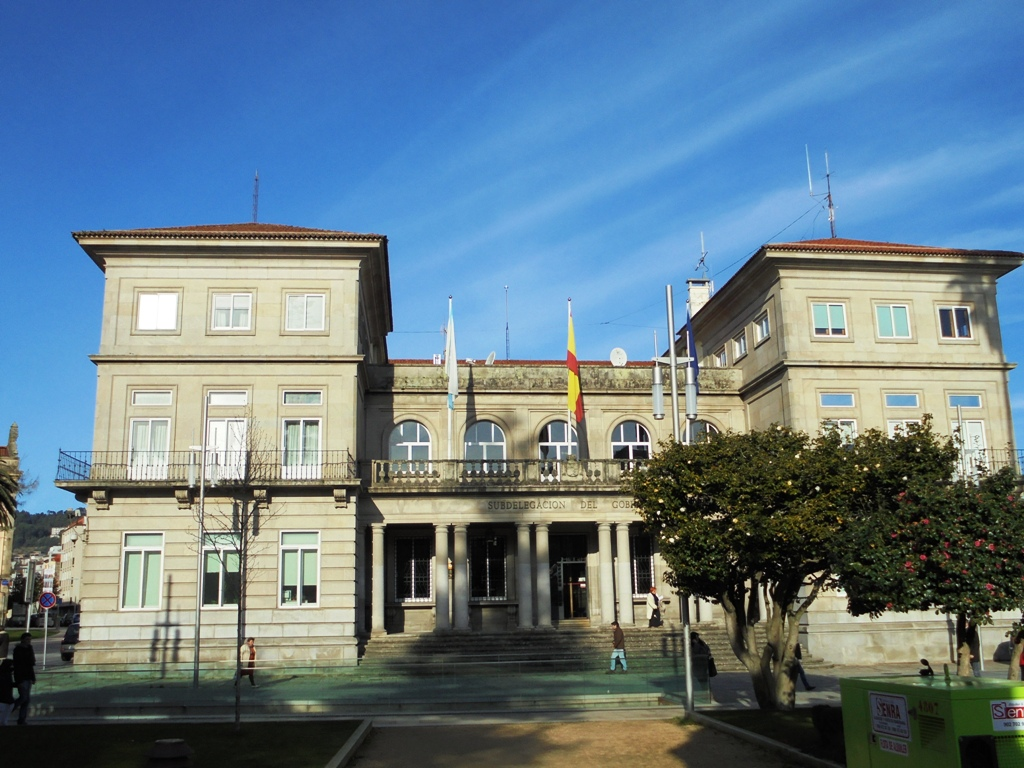
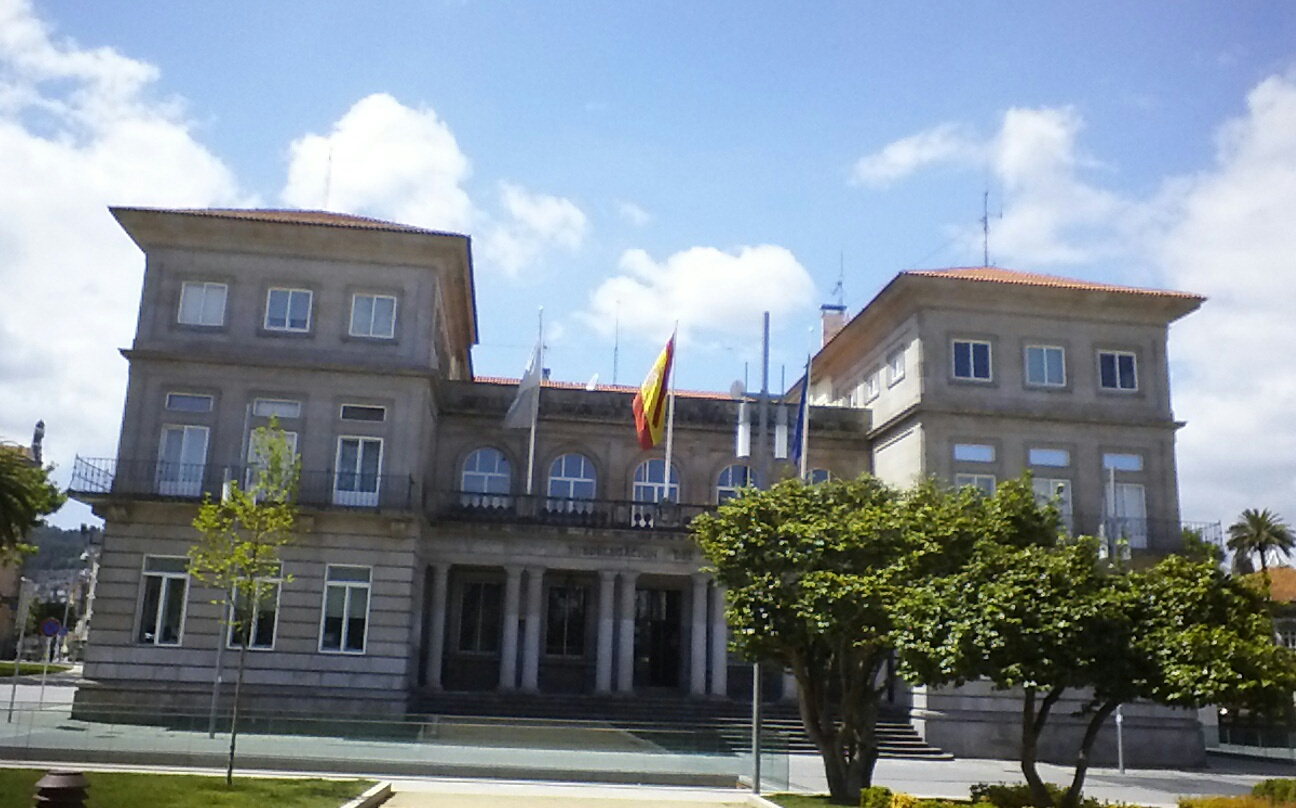
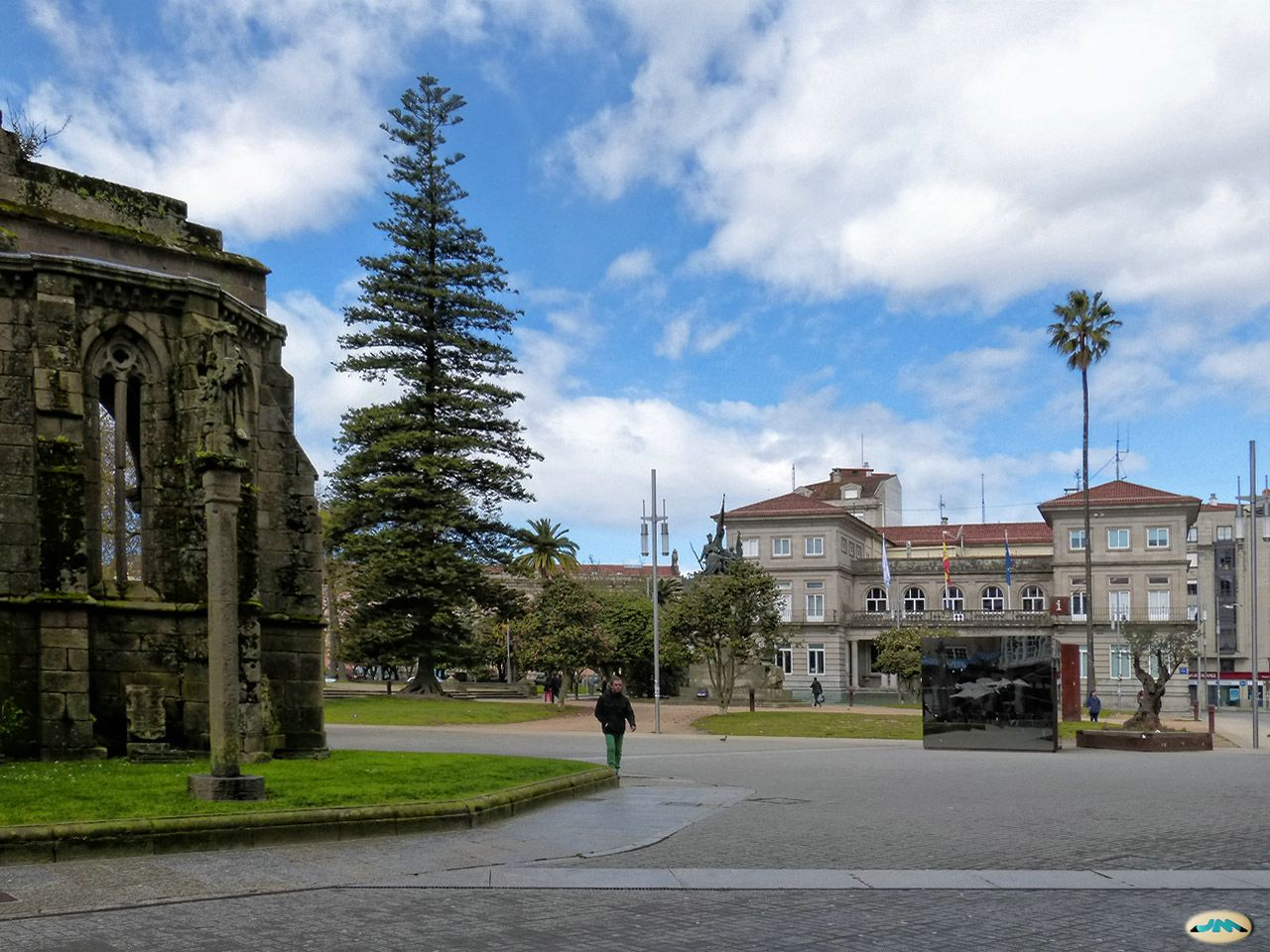
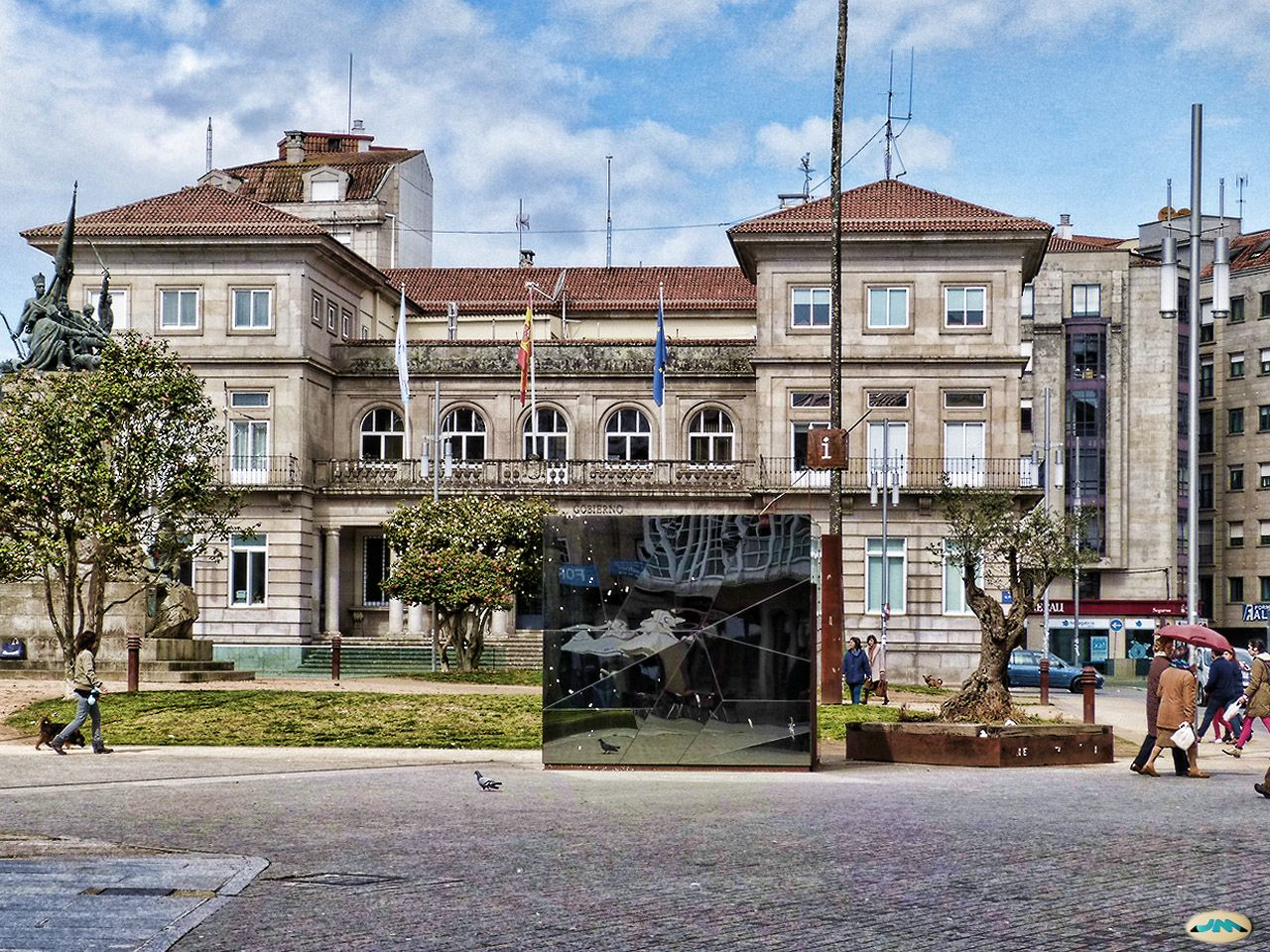
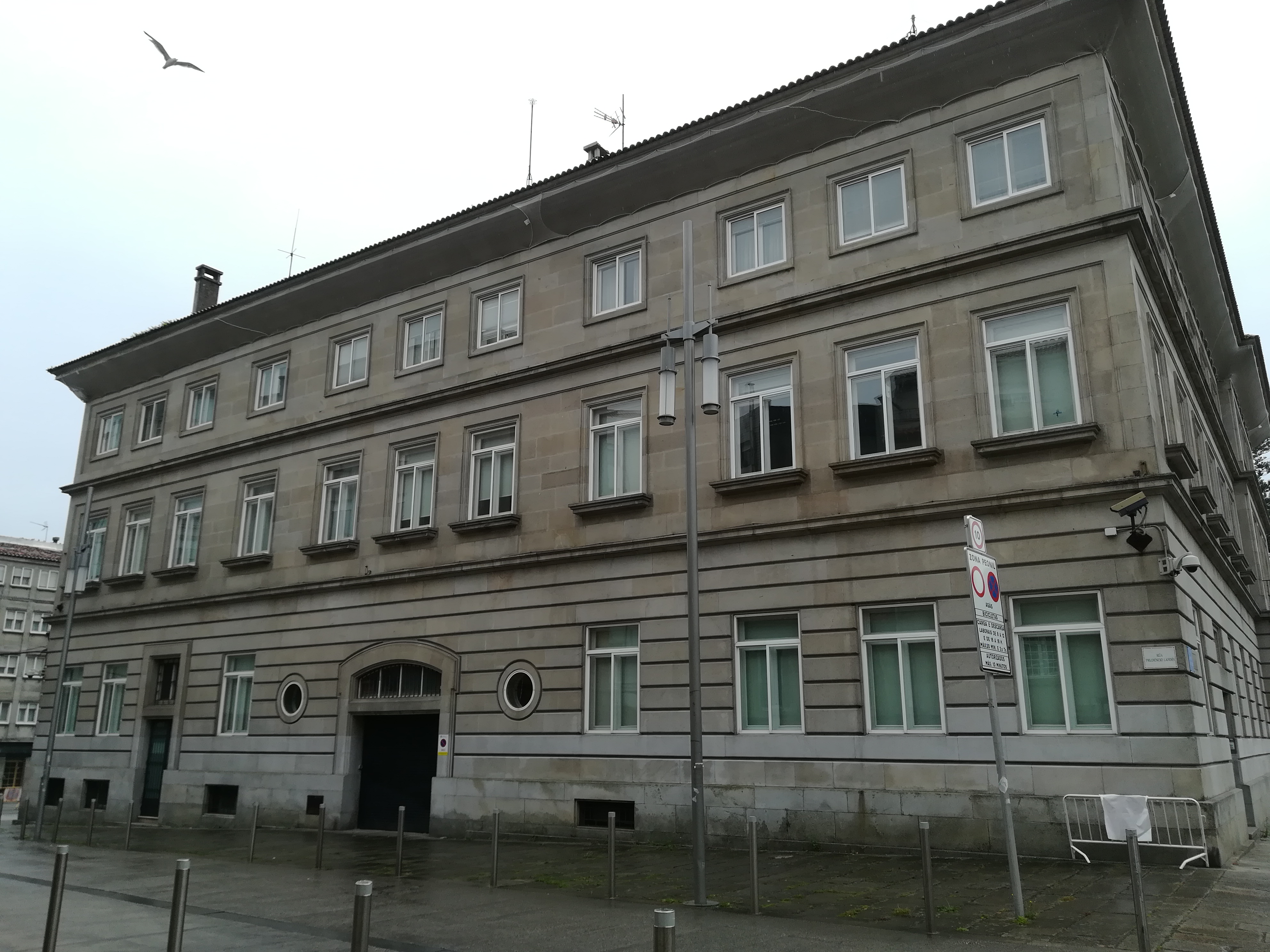
Fachada norte o trasera
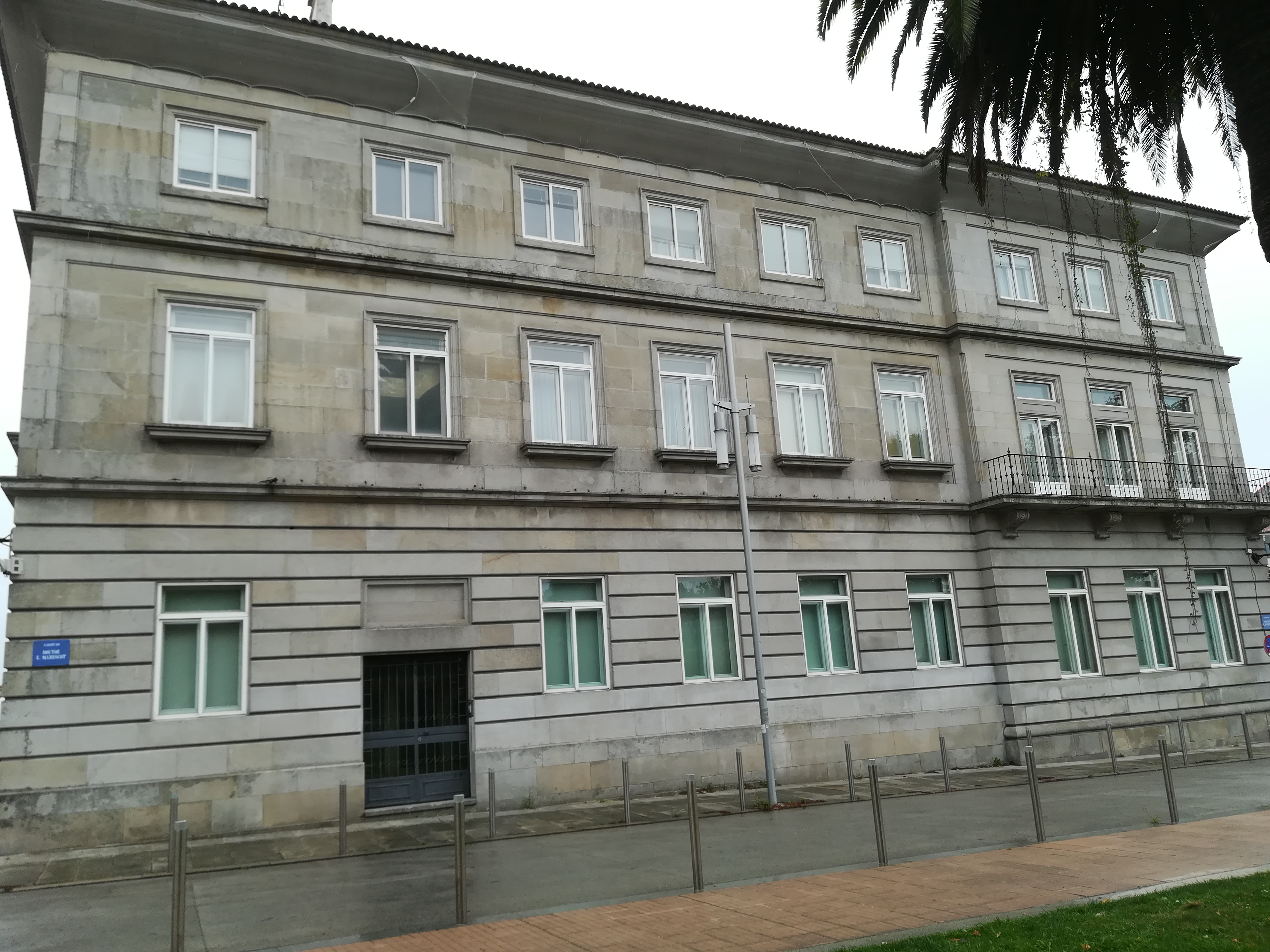
Fachada oeste
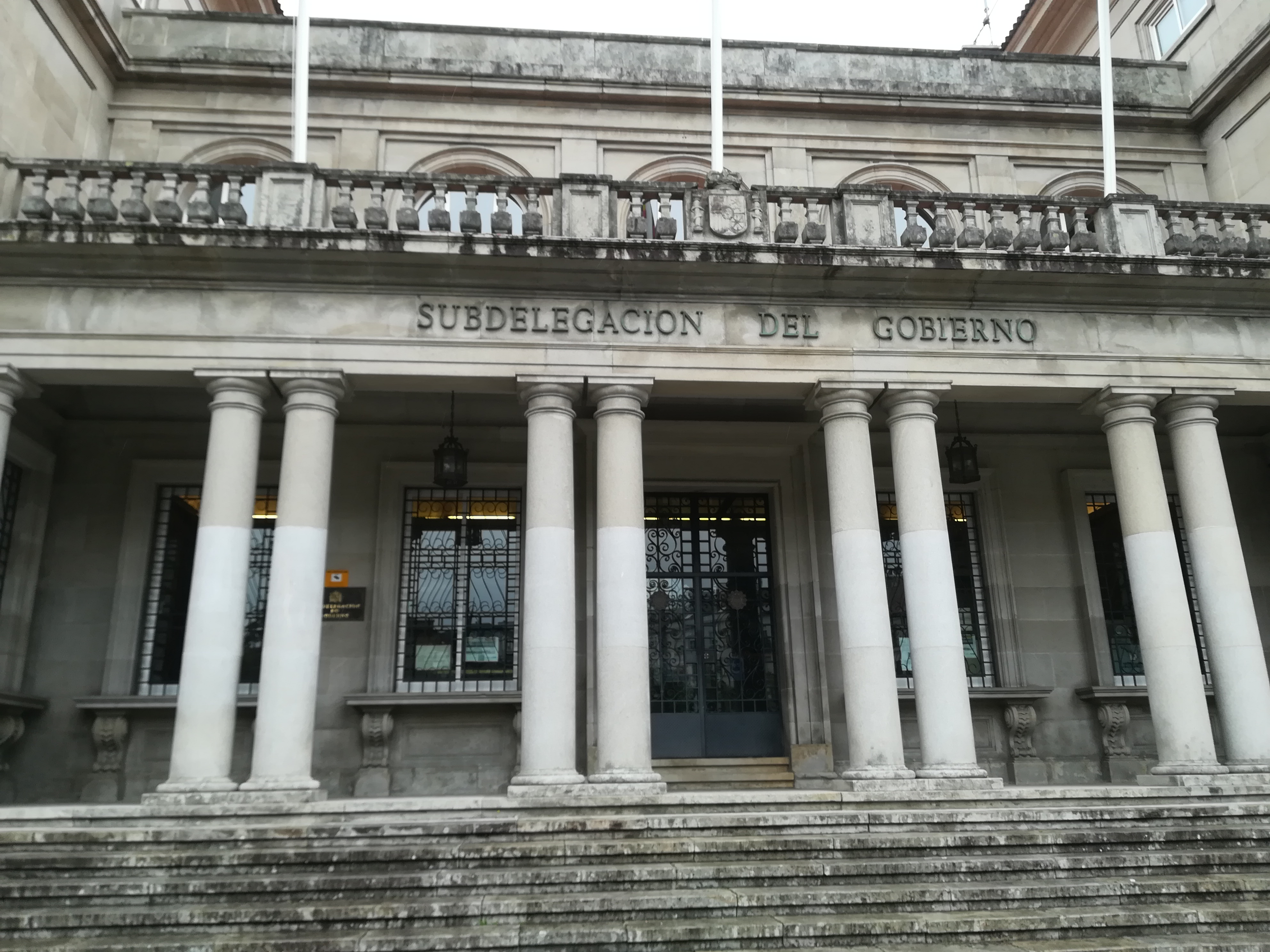
Pórtico de entrada
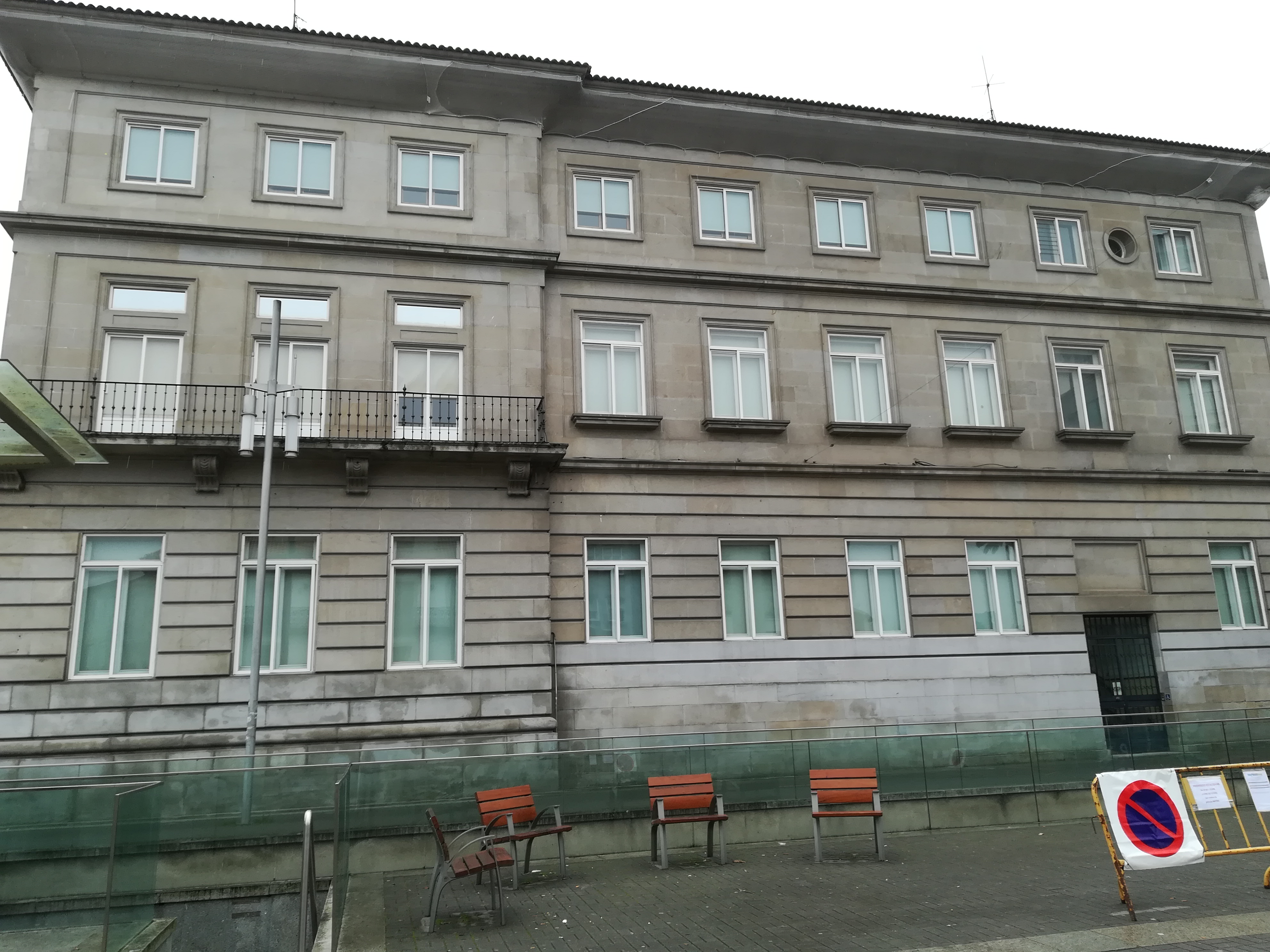
Fachada este